# Podržaj
Podržaj je priimek več znanih Slovencev:
- Ciril Podržaj (1895—1993), župnik
- Daša Podržaj, miss
- Gregor Podržaj, večmedijski umetnik
- Ivan Podržaj (1888—1958), pisatelj in časnikar
- Ivan Podržaj, podjetnik, politični zapornik, izseljenski publicist ("Železna zavesa se dviga")
- Jože Podržaj, psiholog, direktor zavoda za prestajanje kazni na Dobu>>generalni direktor uprave za izvrševanje kazenskih sankcij RS
- Jurij Podržaj (*1978), dr.
- Ksenja Podržaj (*1960), lokostrelka
- Marjan Podržaj (*1959), lokostrelec
- Primož Podržaj, strojnik, prof. FS UL
- Stanko Podržaj, misijonar v Indiji
- Tone Podržaj, inž., član SKA (Argentina)